# Summer World University Games 2025/Teilnehmer (Hongkong)
| Gelbes Symbol für Goldmedaillen mit stilisierten Olympischen Ringen | Graues Symbol für Silbermedaillen mit stilisierten Olympischen Ringen | Braundes Symbol für Bronzemedaillen mit stilisierten Olympischen Ringen |
| ------------------------------------------------------------------- | --------------------------------------------------------------------- | ----------------------------------------------------------------------- |
| 2                                                                   | 1                                                                     | 4                                                                       |

Hongkong nahm an den Summer World University Games 2025 vom 16. bis zum 27. Juli 83 Athleten (47 Männer und 36 Frauen) teil.

## Medaillen

### Medaillenspiegel
| Rang   | Sportart    | Gold | Silber | Bronze | Gesamt |
| ------ | ----------- | ---- | ------ | ------ | ------ |
| 1      | Tischtennis | 1    | –      | 3      | 4      |
| 2      | Fechten     | 1    | –      | 1      | 2      |
| 3      | Schwimmen   | –    | 1      | –      | 1      |
| Gesamt | Gesamt      | 34   | 21     | 24     | 79     |

### Medaillengewinner
| Name/n                                             | Sportart    | Wettkampf         |
| -------------------------------------------------- | ----------- | ----------------- |
| Gold                                               |             |                   |
| Baldwin Chan Yiu Kwan To                           | Tischtennis | Männer Doppel     |
| Kaylin Hsieh                                       | Fechten     | Degen Einzel      |
| Silber                                             |             |                   |
| Adam Mak                                           | Schwimmen   | 200 m Brust       |
| Bronze                                             |             |                   |
| Baldwin Chan Wong Hoi Tung                         | Tischtennis | Mixed Doppel      |
| Ng Wing Lam                                        | Tischtennis | Frauen Einzel     |
| Kong Tsz Lam Lee Hoi Man Ng Wing Lam Wong Hoi Tung | Tischtennis | Frauen Mannschaft |
| Summer Fay Sit                                     | Fechten     | Säbel Einzel      |

## Teilnehmer nach Sportarten

### Badminton
| Männer - Cheuk Lok Chan - Sin Hei Lau - Shing Hei Ko - Joshua Che Wang | Frauen - Sze Lok Leung - Yuet Yee Leung - Chi Yan Fu - Saloni Mehta - Tin Yan Ng |

### Bogenschießen
| Männer - Pak Ho Chu - Tin Long Yip - Justin Ngai | Frauen - Yuk Hei Poon |

### Fechten
| Männer - Ting Hin Ng - Nok Man Yuen - Chris Mak - Yat Long Aaron Lee - Tin Ching Leung - Adrian Chang - Pak Lam Hugo Ho | Frauen - Kaylin Hsieh - Hiu Tung Lai - Tsz Ching Chan - Nok Sze Daphne Chan - Ya Lei Janelle Leung - Sophia Wu - Wing Kiu Chu - Summer Fay Sit - Lok Man Laren Leung |

### Leichtathletik
| Männer - Magnus Johannsson - King Wai Yip - Chun Ho Chan - Ngai Him Law - Pak Hang Wong | Frauen - Pui Kei Chan - Chloe Pak - Ching Laam Priscilla Cheung |

### Rudern
Männer
- Wong Ching (Zweier ohne Steuermann)
- Chen Pak Hong (Zweier ohne Steuermann)

### Schwimmen
| Männer - Hayden Kwan - Cheuk Yin Ng - Chi Kit Cheung - Sai Ting Mak - Nathan Chan - Siu Lun Ho - Shing Ip He | Frauen - Sum Yuet Cheung - Hoi Kiu Lam - Yan Sng - Lai Wa Ng |

### Taekwondo
| Männer - Jacky Chan - Chun Yin Chiok - Wai Fung Lo - Chung Yin Chan - Ching Nam Lui - Cheuk Yin Wong | Frauen - Tsz Ching Lee |

### Tennis
| Männer - Dasson Chan - Roger Ng - Coleman Wong | Frauen - Cheuk Ying Shek |

### Tischtennis
| Männer - Baldwin Chan - Kwan To Yiu - Wing Hang Shih - Po Ting Wan | Frauen - Wing Lam Ng - Hoi Tung Wong - Tsz Lam Kong - Hoi Man Lee |

### Turnen

#### Gerätturnen
| Männer - Pak Chun Chu - Yuk Lam Wong - Chun Hei Vincent Wong | Frauen - Cheuk Lam Chan |